# Nhá Zefa
Nhá Zefa, nome artístico de Maria Di Léo, foi uma cantora e compositora brasileira, nascida em São Paulo, capital do estado homônimo. Era filha de italianos. Foi a caipira preferida de Cornélio Pires, e ela fez bastante sucesso na década de 1930.
Sua parceria mais profícua foi com Nhô Pai, com quem realizou diversas gravações durante a década de 1940, dentre as quais as modas de viola "Moda da Fila" e "Viaje a Pirmitá", entre outros.